# 松田瞳
松田 瞳（まつだ ひとみ、1981年5月25日 - ）は、日本の元AV女優である。
神奈川県出身。血液型：O型、身長：160cm 、スリーサイズ：B92・W58・H87 、Gカップ。

## 略歴
- 2000年 - AVデビュー。企画ものを中心に活躍した。
- 2001年6月 - 引退した。

## 作品

### アダルトビデオ

#### 単体・共演作品
2001年
- 瞳のおっぱい…いじめて（5月25日、GLAY'z）(VHS)
- コスプレ巨乳にぶっかけろ（6月22日、GLAY'z）(VHS)
- 巨乳フルーツ1 たわわ（7月7日、ディープス）(VHS)
- 学校の猥談 1 爆乳女教師の性活指導 （9月1日、桃太郎映像出版）共演:立石サヤカ、桃井望
- 巨乳フルーツシリーズVOL.1（12月7日、ディープス）共演:美鈴里乃 「巨乳フルーツ1 たわわ」の再利用作品（DVD化）

2002年
- 不二子ちゃんにおまかせ（8月10日、ホットエンターテイメント）共演:奥田唯
- ザ.素材〜幻の巨乳AV女優〜 松田瞳のお宝秘蔵VTR180分（9月20日、ディープス）

2003年
- NONSTOP 松田瞳（2月13日、TMA）
- 裏 放課後通信 長谷川留美子 松田瞳（7月4日、GLAY'z）共演:長谷川留美子
- 学校の猥談 Again1（11月28日、桃太郎映像）共演:桃井望、立石サヤカ、萩原さやか、堤さやか、新堂真美 「学校の猥談 1 爆乳女教師の性活指導」の再利用

2009年
- MOSAIC REMASTER 瞳のおっぱい…いじめて 松田瞳（10月16日） 2001年の同題作品の再利用作品（DVD化）

#### オムニバス作品等
2001年
- 奥さんあんたは自由だ!3（1月20日、ディープス）他出演:桜井弥生、森中智恵美 他
- ザ・カメラテスト　うわっカワイイ!おっ美巨乳!（3月21日、アテナ映像）他出演:愛葉亜希、高野まりえ、秋葉あつこ、立原鈴花、斉木結利
- 人妻の性シリーズVOL.2（12月7日、ディープス）他出演:桜井弥生、森中智恵子

2002年
- 男と女の濃厚接吻シリーズ VOL.2（1月10日、ディープス）他多数出演
- 女優61人!連続発射図鑑 計100発!（2月20日、ディープス）他多数出演
- i-Club DVD Remix（4月21日、ビデオバンク）他多数出演
- 女優61人!連続発射図鑑 計100発! 2（7月19日、ディープス）他多数出演
- グレイズマガジン 汁まみれのヴィーナス数百人（7月25日、GLAY'z）他多数出演
- 美巨乳Re-Mix 最強版3時間（7月25日、メディアミックス）他出演:堤さやか、桃井望、長谷川留美子など
- 女優50人のアナル見せます!（9月6日、ディープス）他多数出演
- GLAY’z コスプレ4時間SPECIAL（12月18日、GLAY'Z）他多数出演
- 巨乳極乳 PREMIUM（12月18日、TMA）他多数出演
- 桃太郎 THE BEST 4 女子校生2（12月20日、桃太郎映像）他多数出演

2003年
- GLAY’z アイドル4時間SPECIAL（2月20日、GLAY'z）他多数出演
- DVD撮り下ろしタイトル限定!!ピックアップthe桃太郎（3月15日、桃太郎映像）他多数出演
- ナマ撮り◆エロエロFILE（5月15日、ホットエンターテイメント）他多数出演
- 憧れの綺麗なお姉さんと… ボクもうガマンできない。（8月25日、ホットエンターテイメント）他多数出演
- 制服イズム 4時間（9月5日、GLAY'z）他多数出演
- 爆乳トップ10（11月6日、ディープス）他9名出演

2004年
- カップ別 美乳ランキング 22人4時間スペシャル（1月8日、ディープス）他多数出演
- GLAY’z 女優聖水 SPECIAL（4月9日、GLAY'z）他多数出演
- 筆おろし妻 9人2時間スペシャル 〜童貞クンの初体験をお手伝い〜（6月17日、ディープス）他多数出演

2005年
- GLAY’z 巨乳 Dynamite！ 6時間2枚組（3月4日、GLAY'z）他多数出演
- THE PREMIUM COLLECTION 500分（12月8日、GLAY'z）他多数出演

2009年
- 美 おしり 20人（6月7日、桃太郎映像）他多数出演